# Aage Stentoft
Aage Stentoft f. Stentoft Christensen (1. maj 1914 i Holbæk – 8. juli 1990 i Spanien) var en dansk komponist og teaterdirektør. Han er primært kendt for sine mange revyviser – i alt skrev han over 700 melodier, hvoraf mange stadig er populære.

## Liv
Aage Stentoft blev født i Holbæk i 1914. Efter studentereksamen fra Stenhus Kostskole ville han studere jura, men da han manglede penge, begyndte han at komponere musik til reklamer. I 1934 begyndte han som akkompagnatør og komponist for revyteatret Co-Optimisterne. Mange af hans melodier blev hurtigt populære og han tjente gode penge på at komponere og senere producere revyer.
Han blev direktør for en række teatre – Mercur Teatret, Frederiksberg Teater, Dagmar Teatret, Det Ny Scala og Apollo Teatret. I 1961 emigrerede Aage Stentoft til Spanien. I 1973 vendte han tilbage til Danmark som leder af Tivoli Teatret til han i 1981 gik på pension og vendte tilbage til Spanien. Han døde i sit hjem nær Málaga i 1990.

## Kendte sange
- Luften var femten og vandet var seksten (1935)
- Dit hjerte er i fare, Andresen (1936)
- I den mellemste køje (1936)
- Henne om hjørnet (1936)
- Havnen (1937)
- Molak molak mak mak mak (1937)
- Konen, kællingen, madammen (1938)
- Månestrålen (1939)
- Alt var kun en drøm (1939)
- Den lille lysegrønne sang (1940)
- Jeg har aldrig kysset andre end Marie (1942)
- Såd'n var det ikke i halvfemserne (1944)
- Jacobsen (1948)
- Kys hinanden (1954)
- Pyt (1977)